# ليان وود
ليان وود (بالإنجليزية: Leanne Wood )‏ (و. 1971  م) هي سياسية بريطانية.

## مناصب
تولت منصب عضو الجمعية الوطنية الويلزية الخامسة ‏ (منذ 5 مايو 2016)
- Leader of Plaid Cymru ‏ (منذ 2012)
- عضو الجمعية الوطنية الويلزية الرابعة ‏ (5 مايو 2011–6 أبريل 2016)
- عضو الجمعية الوطنية الويلزية الثالثة ‏ (3 مايو 2007–30 مارس 2011)
- عضو الجمعية الوطنية الويلزية الثانية ‏ (1 مايو 2003–28 مارس 2007).

## التعليم
تعلمت في جامعة كارديف، وجامعة ويلز، في تخصص خدمة اجتماعية، ويونيفيرسيتي اوف جلامورجان، في تخصص إدارة عامة.